# Clemente (usurpatore)
Clemente (in latino Clemens; ... – Roma, 16) è stato uno schiavo romano, spacciatosi per Agrippa Postumo dopo l'ascesa al trono imperiale di Tiberio.

## Biografia
Nato schiavo, era al servizio di Agrippa Postumo, nipote di Augusto. Nel 14, avendo avuto notizia della morte dell'imperatore, Clemente si recò subito a Pianosa per liberare il proprio padrone, in esilio, e proclamarlo princeps come successore del nonno; arrivò tuttavia tardi, quando Postumo era già stato ucciso. Portò allora le ceneri del suo padrone in Etruria e da lì sparse la voce che egli fosse ancora vivo.
Clemente andò quindi in Gallia e lì si finse Postumo, raccogliendo una schiera di sostenitori per la propria causa. Arrivò dopo in Italia e, sbarcato a Ostia, si accampò alle porte di Roma, raccogliendo sempre più seguaci e reclamando per sé il potere ottenuto da Tiberio. Tiberio allora incaricò Gaio Sallustio Crispo di gestire la situazione e quest'ultimo fece rapire e portare di nascosto Clemente nel palazzo imperiale di Roma; lì Clemente fu torturato, per fargli rivelare i nomi di altri cospiratori, e infine ucciso in segreto.

## Clemente nell'eredità storica culturale
Nel romanzo Io, Claudio di Robert Graves il personaggio di Clemente appare, ma viene identificato realmente con Postumo, mentre non è incluso nell'adattamento televisivo Io Claudio imperatore.